# Eulepidotis hemileuca
Eulepidotis hemileuca är en fjärilsart som beskrevs av Achille Guenée 1852. Eulepidotis hemileuca ingår i släktet Eulepidotis och familjen nattflyn. Inga underarter finns listade i Catalogue of Life.